# Wang Chong
Wang Chong (王充S, Wáng ChōngP, Wang Ch'ungW; Shangyu, 27 – 97) è stato un filosofo, astronomo e meteorologo cinese della dinastia Han orientale, noto soprattutto per la sua opera Lunheng.

## Biografia
Wang Chong nacque nei pressi dell'odierna Shaoxing, nello Zhejiang, ai tempi dell'imperatore Liu Xiu. Dalla sua autobiografia si apprende che nonostante le umili origini riuscì a studiare sedendo presso le bancarelle dei librai, acquisendo così nozioni di storia, filosofia e religione. Riuscì a diventare "ufficiale di merito" (gong shi), tuttavia l'incarico ebbe breve durata a causa delle inimicizie politiche che si era guadagnato. Si rifugiò così nella scrittura e produsse opere politiche come Zhengwu ("Sul governo") e Jisu jieyi ("Censure sulle morali comuni").
Verso gli ultimi anni della sua vita venne raccomandato dall'amico Xie Yiwu alla corte dell'Imperatore Zhang, tuttavia rifiutò per via delle precarie condizioni di salute.
La sua opera più nota è il Lunheng ("Discorsi equilibrati"), una raccolta di opere compilata tra il 70 e l'80 d. C. La versione che ci è giunta si basa sull'edizione di Yang Wenchang del 1045.
Nel 1855 venne eretto un memoriale in suo onore, che venne poi distrutto e ricostruito nel 1981 a Shangyu.

## Il pensiero filosofico
Il pensiero di Wang Chong venne riscoperto alla fine del XIX secolo in Cina e in Occidente.
Durante la dinastia Han era comune seguire l'ideale confuciano secondo cui non bisognasse creare (zuo), ma semplicemente trasmettere (shu) le idee degli antichi saggi. Creare era considerato arrogante ed equivalente a paragonarsi ai saggi o a rivendicare la superiorità su di essi, il ché era visto come un errore intellettuale imperdonabile. In tal senso Wang Chong cercò di difendersi dalle accuse di innovazione soprattutto nel saggio Dui zuo ("Risposte riguardanti la creazione"). Wang Chong afferma che la sua opera non è una creazione, ma una "discussione" (lun) in cui considera le affermazioni e gli argomenti di altre opere letterarie e le sottopone a domande e sfide per scoprire cosa c'è in esse.
Wang Chong sostiene che la sua opere mira alla scoperta della verità, o realtà (shi), eludendo le falsità o parole vuote (xu, xu yan). Egli valuta gli insegnamenti e le argomentazioni esistenti di altri filosofi interrogandoli (nan) e sfidandoli (wen). Nel saggio Wen kong ("Interrogare Confucio") egli rispetta il valore del noto maestro ma ne critica alcune incoerenze ed eccentricità, affermando che non può essere automaticamente attendibile per il solo fatto di essere un saggio.
Un altro filosofo che Wang Chong sottopone a critica è Han Fei. Egli respinge totalmente il suo pensiero sulla base di quella che vede come una contraddizione fondamentale tra la sua teoria politica e la sua azione. In particolare Han Fei sosteneva che gli studiosi, soprattutto quelli confuciani, fossero inutili e che drenassero inutilmente le risorse statali. Wang Chong fa notare come lo stesso Han Fei fosse uno studioso, contravvenendo al suo stesso pensiero.
Oltre ciò, Wang Chong definisce "volgare" (su) credenze, superstizioni e tutto ciò che concerne l'esistenza di elementi soprannaturali, come fantasmi, divinità, creature mitologiche e persino il concetto di un Cielo che punisce gli umani per mezzo di agenti atmosferici.

## Sull'astronomia e sulla fisica
Wang Chong contrasta le idee confuciane sull'origine e sui movimenti del sole, sostenendo che quest'ultimo non si spegne e né si oscura, ma che insieme alla luna ha un'attività legata ai movimenti delle stelle e dei pianeti in generale. Ciò rende il sole e la luna diversi, ad esempio, dalle nuvole, che si muovono in modo completamente indipendente dal movimento delle stelle e dei pianeti.
In merito all'eclissi solare, Wang Chong afferma che questa avviene in maniera spontanea e non per via della luna, come creduto dai confuciani. Sostiene anche che i corpi celesti non siano circolari, ma che abbiano queste sembianze per via della loro distanza.
Riguardo alla meteorologia, egli afferma che gli elementi influenzino le temperature in diverse aree: a sud il fuoco è dominante, mentre a nord vi è più presenza di acqua. La sua visione riguardo all'origine della pioggia è sorprendentemente simile alla concezione odierna. Sembrerebbe che avesse già compreso il ciclo dell'acqua.